# Tahina

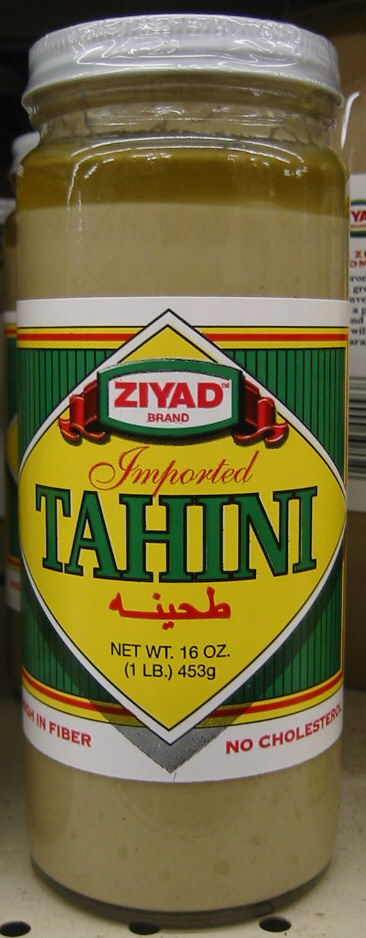
Un barattolo di tahina

La tahina (in arabo طحينة‎?, ṭaḥīna, o tahine; in ebraico  טחינה‎?; in turco tahin; in greco Ταχίνι?, tachini) è un alimento derivato dai semi di sesamo bianco, molto diffuso a Cipro, in Grecia, Turchia, Nord Africa e nel Vicino Oriente. Viene detto anche burro di sesamo, tahini o crema di sesamo.
I semi di sesamo vengono tostati con delicatezza per evitare che inaspriscano. Vengono quindi triturati e la farina che ne deriva viene quindi allungata con olio di sesamo, fino a formare una pasta di consistenza cremosa simile al burro di arachidi.
Ha un sapore simile a quello delle noci con un aroma che ricorda quello delle arachidi, ma è meno dolce e con una nota tostata.

## Tipi differenti e modi d'uso[3]
La ṭaḥīna ha la consistenza di un paté e viene utilizzata come condimento in numerose ricette: i falafel, polpette di pasta di fave o ceci, usualmente accompagnando pomodori e cetrioli affettati, oppure per preparare l'hummus, crema di ceci tipica dei paesi arabi cui viene appunto mescolata la ṭaḥīna. Si sposa bene anche con alcune carni, specie se il gusto viene stemperato da aglio e succo di limone.
Si trova altrettanto come dolce, la halva, preparata con aggiunta di mandorle e pistacchi, e consumato insieme al miele sul pane.
Viene spesso preparato in modo casalingo e il risultato è qualitativamente superiore se fatto al momento. Infatti industrialmente vengono spesso aggiunti additivi per stabilizzare il composto, che di norma si separerebbe facilmente in due fasi.

## Valori nutrizionali[4][5]
La ṭaḥīna è ricca di vitamina E, B, sali minerali come calcio, magnesio, silicio, fosforo, zinco e ferro. Questo la rende indicata, ad esempio, durante le convalescenze. I semi di sesamo contengono inoltre due sostanze, la sesamina e la sesamolina, che hanno dimostrato di avere un ruolo attivo nell'abbassare il tasso di colesterolo prevenendo le patologie cardiocircolatorie. La sesamina tutela il fegato dai danni derivanti da ossidazione. Va comunque usato con moderazione poiché, come tutti gli alimenti derivati dall'intero seme di una pianta, è molto calorico: 100 g di ṭaḥīna apportano circa 600 kcal, ma va valutata la quantità di olio aggiunto alla farina di sesamo, che può alzare il computo delle calorie finali.